# Sacra Rituum Congregatio
Sacra Rituum Congregatio (Latijn voor De heilige congregatie van de Riten) is een apostolische constitutie waarmee paus Paulus VI op 8 mei 1969 een hervorming binnen de Romeinse Curie vaststelde. 
Deze constitutie had betrekking op de Congregatie voor de Riten, die - door middel van de pauselijke bul Immensa Aeterni Dei - in 1588 werd opgericht door paus Sixtus V. Deze congregatie bemoeide zich met zowel met de opstelling van normen met betrekking tot de liturgie als met de processen tot heiligverklaring. 
Door paus Paulus werd dit werkterrein als te groot en te veel omvattend beschouwd. Hij hief met deze constitutie derhalve de oude Congregatie op, en riep tezelfdertijd twee nieuwe congregaties in het leven: de Congregatie voor de Goddelijke Eredienst en de Regeling van de Sacramenten en de Congregatie voor de Heilig- en Zaligsprekingsprocessen. In deze constitutie gaf hij vervolgens ook de organisatievorm van de nieuwe congregaties aan.